# Inspection générale de l'aviation
L'inspection générale de l'aviation (陸軍航空総監部, Rikugun kōkū sōkanbu) est une section du département aéronautique de l'armée impériale japonaise chargée de la planification et de la supervision de l'entraînement des pilotes et du personnel de maintenance du service aérien de l'armée impériale japonaise.
Elle est placée sous le contrôle de l'unité des Affaires générales de l'inspection de l'aviation et de la formation des pilotes de l'armée et du département des formations.

## Composition
Elle est dirigée par un inspecteur général qui est responsable de la formation technique et tactique du service aérien de l'armée et des autres services relatifs au service aérien sous le contrôle du ministère de la Guerre. Elle est composée comme suit :
Affaires générales (somobu)
- Affaires générales (services administratifs) - personnel, finances, etc.
- Section 1. Entraînement général aérien (lié au département de l'entraînement aérien)
- Section 2. Recherche aéronautique et régulations de l'entraînement (liée aux unités de recherche aéronautique et à l'arsenal aérien de Tachikawa)
- Section 3. Écoles spéciales de vol (liées au département de l'entraînement aérien)

Bureaux secondaires
- Défense aérienne (unités antiaériennes)
- Génie aéronautique
- Transport aérien
- Unité de combat chimique aérien
- Renseignements et communications aériens

## Liste des inspecteurs généraux de l'aviation
- Tomoyuki Yamashita : Inspecteur général du service aérien de l'armée
- Prince Takahito Mikasa : Inspecteur général du service aérien de l'armée
  - Torashirō Kawabe : Vice-chef, inspecteur général du service aérien de l'armée
- Korechika Anami : Inspecteur général du service aérien de l'armée
- Hideki Tōjō : Inspecteur général du service aérien de l'armée
- Kenji Doihara : Inspecteur général du service aérien de l'armée